# Rengelrode
Rengelrode ist ein Stadtteil der thüringischen Stadt Heilbad Heiligenstadt im Landkreis Eichsfeld.

## Geographie und Verkehr

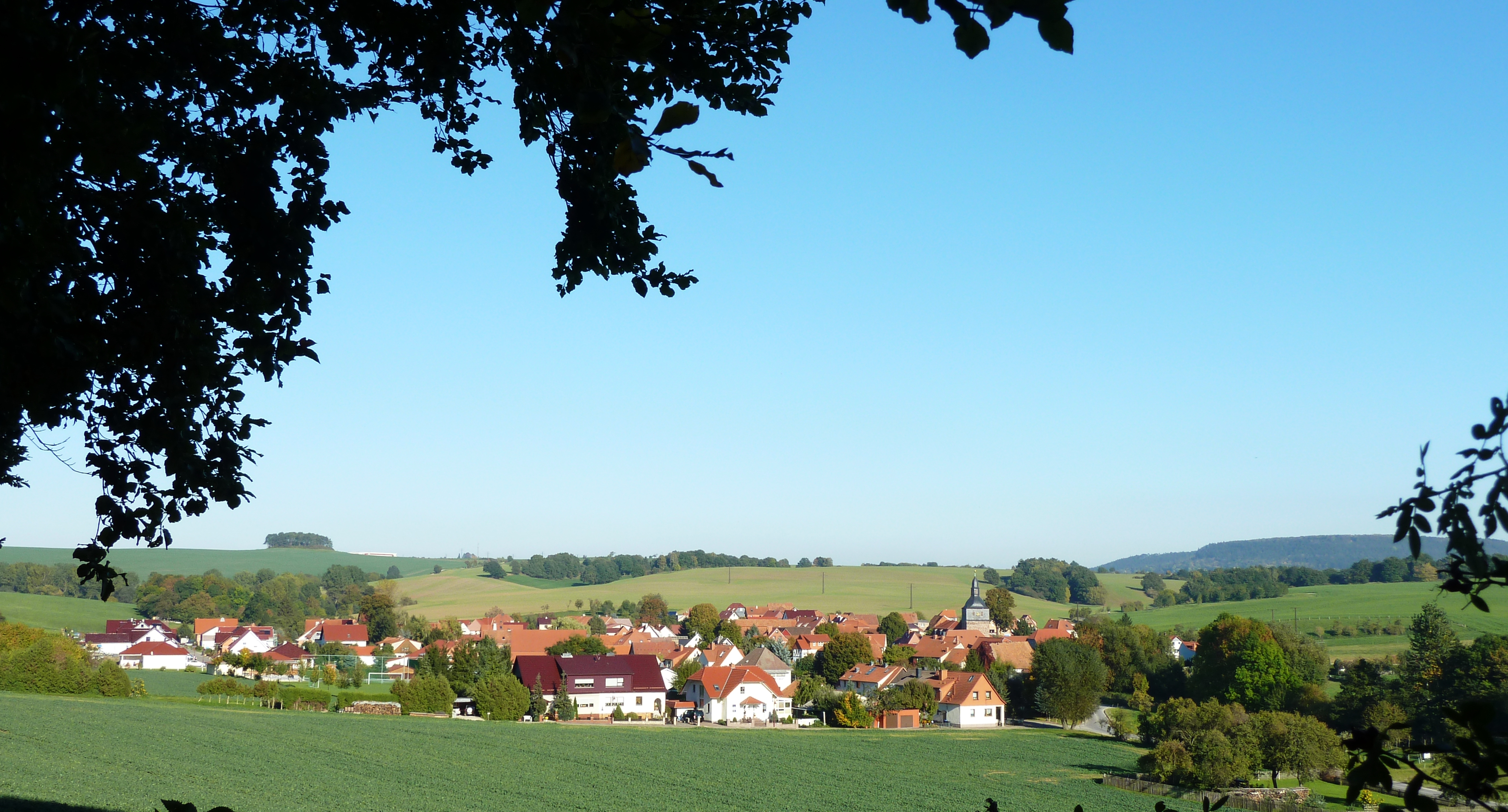
Rengelrode von Südwesten

Der Ort liegt drei Kilometer westlich von Heiligenstadt an der Beber zwischen der Bundesautobahn 38 im Norden und dem Leinetal im Süden. Westlich des Ortes erhebt sich der 366 m ü. NN hohe Steinberg als Muschelkalk-Zeugenberg im Buntsandsteingebiet des mittleren Eichsfelds. Umliegende Orte sind Steinheuterode, Uder und Heiligenstadt.
Erreicht werden kann Rengelrode über die Anschlussstelle „Heilbad Heiligenstadt“ an der Bundesautobahn 38. Der nächste Bahnhof befindet sich ebenfalls in Heiligenstadt.

## Geschichte
Die erste urkundliche Erwähnung Rengelrodes datiert auf das Jahr 1184 als Ringelderode. Die Vogteirechte lagen in Heiligenstadt. Im Mittelalter hatte ein nach dem Dorf benanntes Rittergeschlecht seinen Stammsitz in Rengelrode. Die Familie erscheint mit mehreren Vertretern von 1193 bis 1486, nach ihrem Aussterben ging ihr Lehnsbesitz mit einem Teil des Dorfes an die Familie von Linsingen, später an die Familie von Reden. Der andere Teil des Dorfes mit Patronats- und Zehntrechten wurde von Steffen von Arenshausen 1482 an die Herren von Hanstein verkauft, das als Mannlehen dazugehörige Rittergut wurde nach einer Zerstörung nicht wieder aufgebaut. Bis zur Säkularisation gehörten Rengelrode und die umliegenden Orte zu Kurmainz. Später waren sie Teil der Provinz Sachsen. Im Jahre 1913 kaufte der Kaufmann Heinrich Schotte aus Dingelstädt das Rittergut. Sein Sohn Karl Schotte übernahm das Gut 1935, er und seine Frau Katharina, geb. Herold,  bewirtschafteten das Gut bis zu dessen Enteignung durch die russischen Besatzer im Jahre 1945. Nach dem Zweiten Weltkrieg war Rengelrode Teil der sowjetischen Besatzungszone. Von 1949 bis zur Wiedervereinigung gehörte Rengelrode zur DDR. 1990 wurde die eigenständige Gemeinde Teil des neuen Bundeslandes Thüringen.
Am 11. November 1991 wurde Rengelrode nach Heiligenstadt eingemeindet.

### Adelsgeschlecht von Rengelrode
Eine erste schriftliche Erwähnung für einen Helevicus de Ringeltherod liegt aus dem Jahr 1193 vor und letztmals 1486 für Heimbrodt. Sie waren nicht nur in Rengelrode und weiteren Orten im Eichsfeld begütert, sondern auch im benachbarten Hessen und Thüringen, so von 1301 bis 1372 mit der Burg Rückerode. Im Schild führten sie einen Löwen auf einer Leiste stehend. Nach dem Aussterben der Adelsfamilie fielen ihre Lehnsrechte in Rengelrode an die Herren von Linsingen, die mit Friedrich von Linsingen (geb. um 1430, urkdl. bis 1490) von den Mainzer Kurfürsten im Eichsfeld als Ministerialen auf dem Rusteberg eingesetzt wurden. Vertreter des Rittergeschlechts waren:
- Wetzel von Rengelrode (1303) mit Friedrich von Worbis Amtleute auf Horburg[6] und (1312–1315) mit Hermann Rieme Amtleute auf Harburg[7], (1324) als Zeuge genannt[8]
- Theodor von Rengelrode (1350) verkauft seinen Zehnten zu Herboldshausen, den er von Mainz zu Lehen trägt, den Gebrüder von Berlepsch[9]
- Lupold von Rengelrode (1364) besitzt hessische Lehen in Wendershausen
- Hedwig von Rengelrode (1415) Priorin im Kloster Hildewardehausen[10]
- Thilo von Rengelrode (1366) im Besitz landgräflich hessischer Lehen zu Rückerode und Lippold von Rengelrode (nach 1376)[11]
- Johann von Rengelrode (1367), Burgmann auf Burg Rusteberg[12]
- Johann von Rengelrode (ca. 1380–1450) Rechtsgelehrter mit verschiedenen Ämtern, (1424–1441) Propst im Petersstift Nörten und (1428–1437) Propst zu Jechaburg[13]
- Heinrich von Rengelrode (1438) Provisor in Erfurt[14]
- Otto von Rengelrode (1465) Kantor in Aschaffenburg[15]
- Heimbrod von Rengelrode (1439, 1477) in Wendershausen und Elkerode belehnt[16]

## Sehenswürdigkeiten

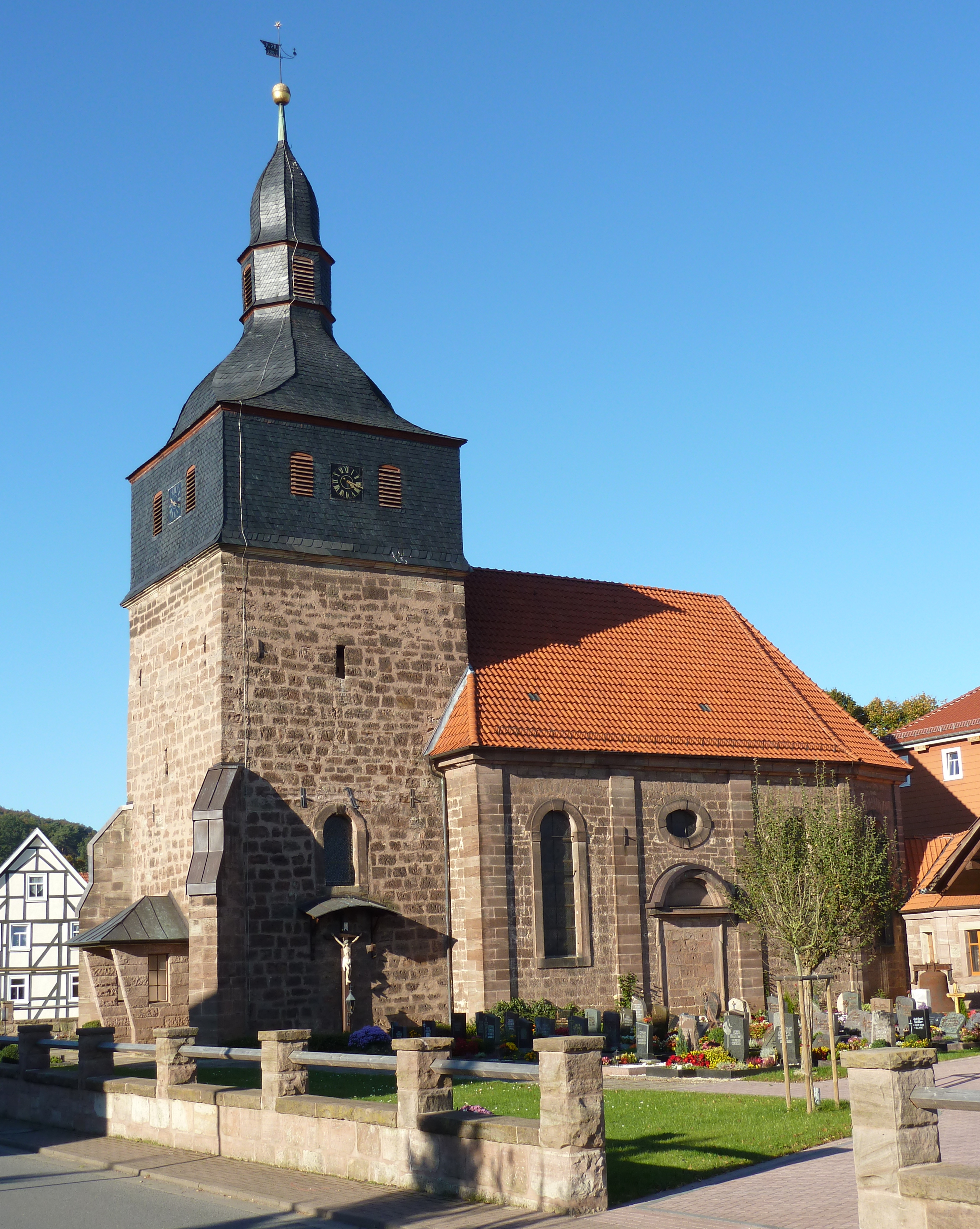
Kirche St. Johannes der Täufer

### Rengelröder Warte

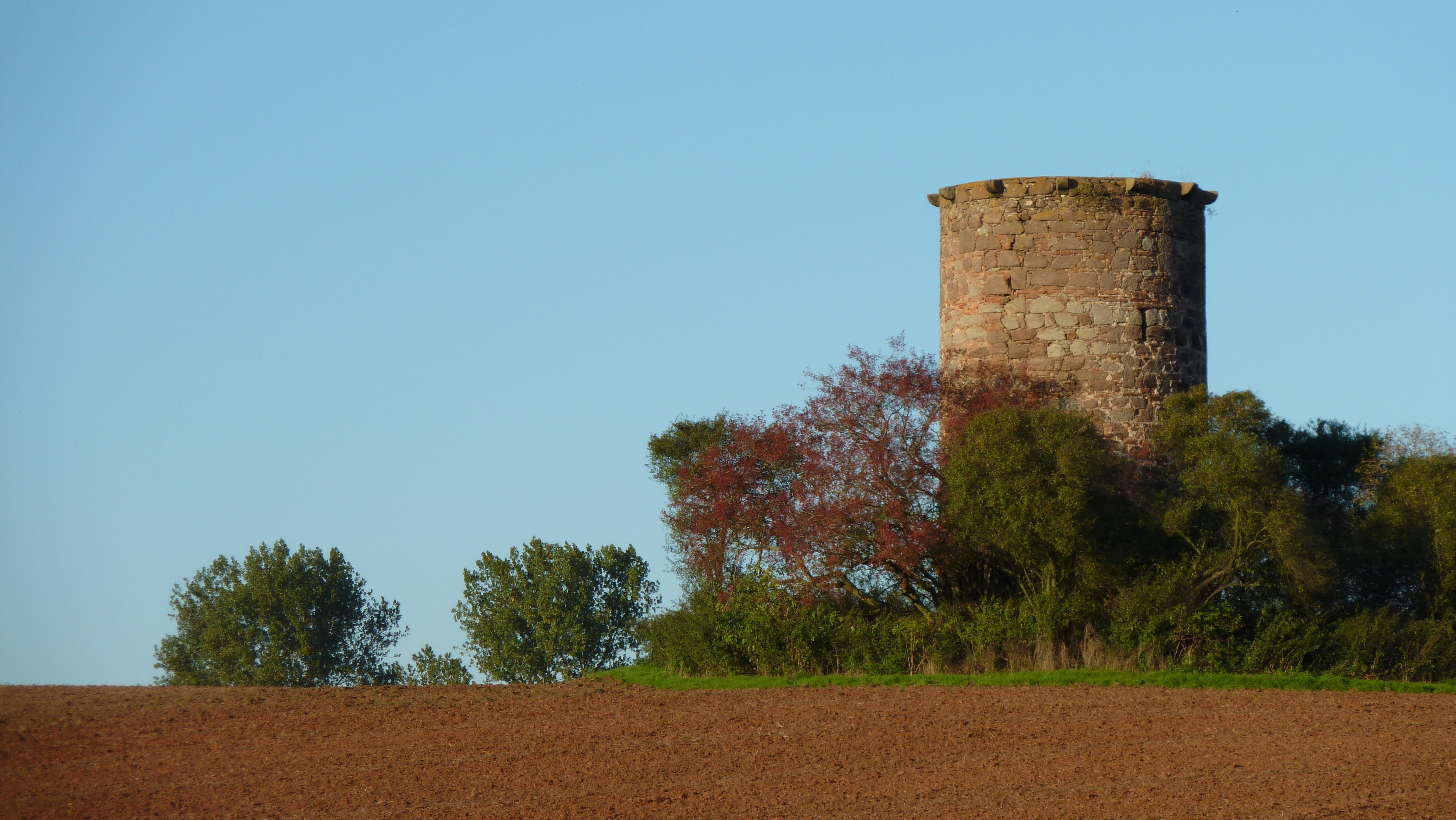
Rengelröder Warte

Die Rengelröder Warte wurde in der ersten Hälfte des 15. Jahrhunderts errichtet und gehörte zum Landwehrsystem der Stadt Heiligenstadt. Der runde Wartturm ist aus rotem Sandstein gemauert und noch bis in eine Höhe von etwa zehn Metern erhalten. Der Eingang befand sich wie üblich nicht ebenerdig, sondern erhöht liegend. Auskragende Steine am oberen Mauerwerksrand deuten auf eine ehemals hier aufgesetzte hölzerne Dachkonstruktion oder ein weiteres Stockwerk aus Holzfachwerk hin.

## Persönlichkeiten
- Johannes Lücke (1888–1933), Maurer, Gewerkschaftler, Mitglied im Reichsbanner und das erste NS-Opfer in Bremen